# 青空文庫
青空文庫（日语：／ Aozora Bunko */?）是蒐集了日本國內著作權已經進入公有領域的文學作品的數位圖書館，由富田倫生、野口英司、八卷美惠、四人發起創立，被每日新聞譽为将日本国内公有领域文学作品数字化的先驅。2015年访问量累计达880萬次以上。
收錄作品由志願者在JIS X 0208漢字編碼字符集內以青空文庫格式文本檔案用Html格式電子化。為了讓人能夠在遵守《青空文库收录文件的使用规定》下自由利用，收錄作品在個人電腦、PAD、手機上也能够使用。
雖然青空文庫沒有提供閱讀軟體，但電子辭典、iPhone都已經有開發出閱讀文庫用的第三方應用程式。

## 收录作品
日本著作權法規定，一般而言，著作人死後70年著作權將消失（2018年前為50年）。故青空文庫目前蒐集的作品以明治至昭和初期居多，也包含有一些外文译本和作者允许免费阅读的现代作品。藏書類型包含廣泛，從政治到各種興趣都有，但文學作品（包含時代小說、偵探小說等娛樂作品）較多。雖然不是所有名作都有收錄，但日文作品可謂相當充實（外文作品因著作權的關係數量相當少）。小众的作品也有保存和介绍。作品的电子化仍在进行中，直至2016年11月時，收錄了約13900份文獻，其中包括了森鷗外（1922年過世）、夏目漱石（1916年）、芥川龍之介（1927年）、宮澤賢治（1933年）、中島敦（1942年）、太宰治（1948年）、林芙美子（1951年）、宮本百合子（1951年）、堀辰雄（1953年）、坂口安吾（1955年）、高村光太郎（1956年）、永井荷風（1959年）的作品。

## 營運
青空文庫是由志願者所營運的，免費閱讀。一開始的伺服器是由VOYAGER公司所提供。1998年到1999年之間富田制定了作業規則及入門指引。
錄入及校正是由志願者進行。錄入方式是看著底本手動輸入或是掃描後再進行光學辨識。錄入作品的「錄入者」及校正作品的「校正者」是由不同人擔任。從錄入完成之後到校正者預約校正的狀態叫做「等待校正」，這時工作狀態是停止的。錄入完成但沒有校正的作品是不能公開的。
與錄入者相比校正者不足，這是青空文庫從創立開始就持續存在的問題，也因此錄入完成但等待校正的作品不斷增加。為此，有人提出認可由錄入者對沒人校對的作品進行校正的方案，但目前為止沒有被採用。為了解決這個問題，從2011年12月16日後公開的作品開始，以捐款做為資金付費請人校正。
2013年8月創立者之一的富田過世。以此為契機，支援青空文庫營運為目的的「書的未來基金」設立。2015年在沒工程師的狀況下，勉強使用伺服器，但是也面臨了伺服器老化等問題。為此，同年五月「『Code for 青空文庫』點子馬拉松」活動發起，進行關於今後系統運用相關的意見交流。之後該活動持續進行著母體、系統管理和代碼修復等「aozorahack」任務。

## 青空文庫格式
文本檔案在收錄進青空文庫的時候必須遵從的格式被稱為「青空文庫格式」。
轉化成青空文库格式，是為了讓文本檔案藉由規格化，在盡可能多的環境下可讀。錄入的目標是盡全力忠實再現底本，但換行或插畫等情報原則上不包含在內。
能夠閱讀或編輯青空文庫格式的閱讀器、編輯器是存在的，也能夠再現旁註標記或是著重號。而且，不論是否需付費，各式各樣的文本閱讀器中，有些還能做到插入本來青空文庫格式中不包含的插畫情報或是改成直行文字等各種使文本能夠更容易閱讀的功能。

### 旁註標記
旁註標記藉助｜及《 》表示。為符合視覺障碍者讀書支援協会（BBA）的原文錄入規則，旁註會放在《 》內，並使用｜幫助尋找加註旁註的文字。
 → 
以上錄入即表示二字註有旁註。
 → 
如上，假名和漢字之間的｜可省略。
 → 
以上錄入即是對假名強制加註旁註。

### 錄入者註
為忠實再現原本，青空文庫規定有錄入者註（入力者注）形式，常用於表示着重號，或描述不在JIS X 0208漢字範圍的旧字、外字等，如：
→ 
→ 

## 著作權保護期延長問題
2003年以後，美國政府通過「美日規制改革與競爭政策倡議（英語：The U.S.-Japan Regulatory Reform and Competition Policy Initiative）」，要求日本政府將著作權保護期延長到「個人死後70年，法人公開後95年」。對此，日本文化廳承諾將會在2007年中的文化審議會的著作權分科會得出結論並發表。若保護期延長，青空文庫從改正法施行之後最短20年間將難以登錄新作品。為了避免這種情況，青空文庫2005年1月1日發表反對聲明。並且於2007年1月1日發起聯署請願。
在國外實際案例中，Eric Eldred及澳洲的古騰堡計畫的活動確實因著作權保護延長而產生問題。青空文庫也是鑑於這些前例，才發表對於著作權保護延長的異議、進行聯署。
2015年10月5日的《跨太平洋戰略經濟夥伴關係協議》（TPP）要求日方的大多數條約之中，包括有著作權的保護期間延長的項目，在美日達成共識情況下，進行相關法案的修法。至今為止，都是由將國內外文章錄入、校正的志工們，支持着青空文庫。但TPP引進不須著作權者也能提告著作權侵害的「非告訴乃論」（不論本來是否合法）。讓人擔心的是，因不確定是否侵害著作權也會被通報等原因，有可能造成志工的減少，使文庫今後的營運受到影響。
2018年12月30日，符合TPP要求的著作權法修正案施行。原本1968年逝世作者的作品2019年即進入公有領域，可以加入青空文庫，修例後需要再等20年。2019年1月1日，青空文庫網站列出28名作者，他們的作品因修例而須延期收錄。1月10日，網站召開「著作權延長後的世界，我們應該做甚麼」討論會，表示正在考慮收錄著作權有效、但權利者同意公開的作品，或是著作權人不明的作品。

## 關聯條目
- 古騰堡計劃
- 維基文庫
- Google圖書
- 中國哲學書電子化計劃

## 延伸閲讀
- (编).  . Honco双書 初版. . 1999-11-11. ISBN 4-88752-115-4.
- 野口英司 (编).   初版. . 2005-11-15. ISBN 4-89984-072-1. - 附資料DVD-ROM 1張。
- - 2007年10月末起免費贈送給日本全国公共圖書館的DVD-ROM及小冊子，DVD-ROM内容亦可透過BitTorrent下載。

## 外部連結
- 官方网站